# Saint-Flour (Cantal)
Saint-Flour település Franciaországban, Cantal megyében. Lakosainak száma 6390 fő (2022. január 1.). Saint-Flour Alleuze, Andelat, Coren, Roffiac, Saint-Georges és Villedieu községekkel határos.
Saint-Flour-hoz kapcsolva említi a korabeli krónika Charles Jori/Jory-t, aki már akkori mércével is ősinek számító nemesi család tagja (1093).
A család másik jeles tagja Aymard Jori/Jory aki előbb Clermont-i kanonok, később az Auvergne-i hegyvidék ispánja (1377).

## Népesség
A település népessége az elmúlt években az alábbi módon változott:
| Lakosok száma | 5997 | 7950 | 7417 | 6663 | 6626 | 6630 | 6435 | 6458 | 6451 | 6390 |
|               | 1968 | 1982 | 1990 | 2006 | 2013 | 2015 | 2017 | 2019 | 2020 | 2022 |